# Bindslev (parochie)
Bindslev is een parochie van de Deense Volkskerk in de Deense gemeente Hjørring. De parochie maakt deel uit van het bisdom Aalborg en telt 1761 kerkleden op een bevolking van 1866 (2004). Historisch was de parochie deel van de herred Horns. In 1970 werd de parochie opgenomen in de toen gevormde gemeente Hirtshals, die in 2007 opging in de vergrote gemeente Hjørring.
Asdal · Astrup · Bindslev · Bjergby · Byrum · Hals · Hirtshals · Hørmested · Horne · Lendum · Mosbjerg · Mygdal · Sindal · Sørig · Tolne · Tornby · Tversted · Uggerby · Ugilt · Vesterø · Vidstrup